# Châteauneuf-du-Faou
Châteauneuf-du-Faou település Franciaországban, Finistère megyében. Lakosainak száma 3646 fő (2022. január 1.). Châteauneuf-du-Faou Plonévez-du-Faou, Laz, Lennon, Saint-Goazec, Saint-Thois és Spézet községekkel határos.

## Népesség
A település népességének változása:
| Lakosok száma | 3723 | 3972 | 3777 | 3599 | 3717 | 3690 | 3673 | 3650 | 3650 | 3646 |
|               | 1968 | 1982 | 1990 | 2006 | 2013 | 2015 | 2017 | 2019 | 2020 | 2022 |